# Majoun

Le majoun ou mahjoun (en arabe : معجون) est une préparation culinaire marocaine proche du sellou, à base de noix et graines (amandes émondées, graines de sésame, etc.) pilées et grillées et de farine, agrémentée de beurre de Marrakech, miel, huile d'olive, et d'autres ingrédients en proportion variable comme des fruits secs (dattes, raisins secs, etc.).